# FA Premier liga 2018./19.
FA Premier liga 2018./19. je bila 27. sezona engleske nogometne Premier lige. Započela je 10. kolovoza 2018., a završila 12. svibnja 2019. godine. U njoj se dvokružnim sustavom natjecalo 20 momčadi, koje je sačinjavalo 17 najbolje plasiranih momčadi iz prethodne sezone 2017./18. i 3 momčadi promaknute iz Championship lige - Wolverhampton, Cardiff City i Fulham. Prvenstvo je s 98 bodova osvojio branitelj naslova Manchester City, kojem je to bio ukupno šesti naslov prvaka Engleske.

## Momčadi i stadioni
| Momčad          | Grad            | Stadion                                   | Kapacitet   |
| --------------- | --------------- | ----------------------------------------- | ----------- |
| Arsenal         | London          | Emirates Stadium                          | 60260       |
| Bournemouth     | Bournemouth     | Dean Court                                | 11329       |
| Brighton        | Brighton        | Falmer Stadium                            | 30666       |
| Burnley         | Burnley         | Turf Moor                                 | 21944       |
| Cardiff City    | Cardiff (Wales) | Cardiff City Stadium                      | 33316       |
| Chelsea         | London          | Stamford Bridge                           | 40853       |
| Crystal Palace  | London          | Selhurst Park                             | 26074       |
| Everton         | Liverpool       | Goodison Park                             | 39221       |
| Fulham          | London          | Craven Cottage                            | 25700       |
| Huddersfield    | Huddersfield    | Kirklees Stadium                          | 24500       |
| Leicester City  | Leicester       | King Power Stadium                        | 32273       |
| Liverpool       | Liverpool       | Anfield                                   | 54074       |
| Manchester City | Manchester      | City of Manchester Stadium                | 55017       |
| Manchester Utd  | Manchester      | Old Trafford                              | 74879       |
| Newcastle       | Newcastle       | St James' Park                            | 52354       |
| Southampton     | Southampton     | St Mary's Stadium                         | 32384       |
| Tottenham       | London          | Wembley Stadium Tottenham Hotspur Stadium | 90000 62062 |
| Watford         | Watford         | Vicarage Road                             | 20400       |
| West Ham        | London          | London Stadium                            | 60000       |
| Wolverhampton   | Wolverhampton   | Molineux Stadium                          | 32050       |

## Poredak na kraju sezone
| #   | Momčad          | Ut. | Pob. | N. | Por. | G+ | G- | RG  | Bod. |                                                      |
| --- | --------------- | --- | ---- | -- | ---- | -- | -- | --- | ---- | ---------------------------------------------------- |
| 1.  | Manchester City | 38  | 32   | 2  | 4    | 95 | 23 | +72 | 98   | Kvalificirali se izravno u grupnu fazu Lige prvaka   |
| 2.  | Liverpool       | 38  | 30   | 7  | 1    | 89 | 22 | +67 | 97   | Kvalificirali se izravno u grupnu fazu Lige prvaka   |
| 3.  | Chelsea         | 38  | 21   | 9  | 8    | 63 | 39 | +24 | 72   | Kvalificirali se izravno u grupnu fazu Lige prvaka   |
| 4.  | Tottenham       | 38  | 23   | 2  | 13   | 67 | 39 | +28 | 71   | Kvalificirali se izravno u grupnu fazu Lige prvaka   |
| 5.  | Arsenal         | 38  | 21   | 7  | 10   | 73 | 51 | +22 | 70   | Kvalificirali se izravno u grupnu fazu Europske lige |
| 6.  | Manchester Utd  | 38  | 19   | 9  | 10   | 65 | 54 | +11 | 66   | Kvalificirali se izravno u grupnu fazu Europske lige |
| 7.  | Wolverhampton   | 38  | 16   | 9  | 13   | 47 | 46 | +1  | 57   | Kvalificirali se u kvalifikacije za Europsku ligu    |
| 8.  | Everton         | 38  | 15   | 9  | 14   | 54 | 46 | +8  | 54   |                                                      |
| 9.  | Leicester City  | 38  | 15   | 7  | 16   | 51 | 48 | +3  | 52   |                                                      |
| 10. | West Ham        | 38  | 15   | 7  | 16   | 52 | 55 | -3  | 52   |                                                      |
| 11. | Watford         | 38  | 14   | 8  | 16   | 52 | 59 | -7  | 50   |                                                      |
| 12. | Crystal Palace  | 38  | 14   | 7  | 17   | 51 | 53 | -2  | 49   |                                                      |
| 13. | Newcastle       | 38  | 12   | 9  | 17   | 42 | 48 | -6  | 45   |                                                      |
| 14. | Bournemouth     | 38  | 13   | 6  | 19   | 56 | 70 | -14 | 45   |                                                      |
| 15. | Burnley         | 38  | 11   | 7  | 20   | 45 | 68 | -23 | 40   |                                                      |
| 16. | Southampton     | 38  | 9    | 12 | 17   | 45 | 65 | -20 | 39   |                                                      |
| 17. | Brighton        | 38  | 9    | 9  | 20   | 35 | 60 | -25 | 36   |                                                      |
| 18. | Cardiff City    | 38  | 10   | 4  | 24   | 34 | 69 | -35 | 34   | Ispali u Championship                                |
| 19. | Fulham          | 38  | 7    | 5  | 26   | 34 | 81 | -47 | 26   | Ispali u Championship                                |
| 20. | Huddersfield    | 38  | 3    | 7  | 28   | 22 | 76 | -54 | 16   | Ispali u Championship                                |

## Najbolji strijelci lige
| Poz. | Igrač                     | Klub            | Golovi |
| ---- | ------------------------- | --------------- | ------ |
| 1    | Pierre-Emerick Aubameyang | Arsenal         | 22     |
| 1    | Sadio Mané                | Liverpool       | 22     |
| 1    | Mohamed Salah             | Liverpool       | 22     |
| 4    | Sergio Agüero             | Manchester City | 21     |
| 5    | Jamie Vardy               | Leicester City  | 18     |
| 6    | Harry Kane                | Tottenham       | 17     |
| 6    | Raheem Sterling           | Manchester City | 17     |

## Najbolji asistenti lige
| Poz. | Igrač                  | Klub            | Asistencije |
| ---- | ---------------------- | --------------- | ----------- |
| 1    | Eden Hazard            | Chelsea         | 15          |
| 2    | Ryan Fraser            | Bournemouth     | 14          |
| 3    | Trent Alexander-Arnold | Liverpool       | 12          |
| 3    | Christian Eriksen      | Tottenham       | 12          |
| 5    | Andrew Robertson       | Liverpool       | 11          |
| 6    | Leroy Sané             | Manchester City | 10          |
| 6    | Raheem Sterling        | Manchester City | 10          |

## Nagrade
| Nagrada                      | Osvajač         | Klub            |
| ---------------------------- | --------------- | --------------- |
| Menadžer sezone Premier lige | Pep Guardiola   | Manchester City |
| Igrač sezone Premier lige    | Virgil van Dijk | Liverpool       |

## Momčad sezone (u formaciji 4–3–3)
| Golman    | Ederson (Manchester City)          | Ederson (Manchester City)          | Ederson (Manchester City)          | Ederson (Manchester City)         | Ederson (Manchester City)         | Ederson (Manchester City)         | Ederson (Manchester City)       | Ederson (Manchester City)       | Ederson (Manchester City)   | Ederson (Manchester City)    | Ederson (Manchester City)    | Ederson (Manchester City)    |
| Obrana    | Trent Alexander-Arnold (Liverpool) | Trent Alexander-Arnold (Liverpool) | Trent Alexander-Arnold (Liverpool) | Aymeric Laporte (Manchester City) | Aymeric Laporte (Manchester City) | Aymeric Laporte (Manchester City) | Virgil van Dijk (Liverpool)     | Virgil van Dijk (Liverpool)     | Virgil van Dijk (Liverpool) | Andrew Robertson (Liverpool) | Andrew Robertson (Liverpool) | Andrew Robertson (Liverpool) |
| Vezni red | Bernardo Silva (Manchester City)   | Bernardo Silva (Manchester City)   | Bernardo Silva (Manchester City)   | Bernardo Silva (Manchester City)  | Fernandinho (Manchester City)     | Fernandinho (Manchester City)     | Fernandinho (Manchester City)   | Fernandinho (Manchester City)   | Paul Pogba (Manchester Utd) | Paul Pogba (Manchester Utd)  | Paul Pogba (Manchester Utd)  | Paul Pogba (Manchester Utd)  |
| Napad     | Raheem Sterling (Manchester City)  | Raheem Sterling (Manchester City)  | Raheem Sterling (Manchester City)  | Raheem Sterling (Manchester City) | Sergio Agüero (Manchester City)   | Sergio Agüero (Manchester City)   | Sergio Agüero (Manchester City) | Sergio Agüero (Manchester City) | Sadio Mané (Liverpool)      | Sadio Mané (Liverpool)       | Sadio Mané (Liverpool)       | Sadio Mané (Liverpool)       |